# István Gáli
István Gáli (ur. 5 lipca 1943 w Bodroghalom, zm. 20 lutego 2020 w Budapeszcie) – węgierski bokser, medalista mistrzostw Europy z 1967, olimpijczyk.
Zdobył brązowy medal w wadze półśredniej (do 67 kg) na mistrzostwach Europy w 1967 w Rzymie, wygrywając dwie walki i przegrywając w półfinale z Manfredem Wolke z Niemieckiej Republiki Demokratycznej. Na igrzyskach olimpijskich w 1968 w Meksyku przegrał drugą walkę w tej kategorii; pokonał go Victor Zilberman z Rumunii.
Czterokrotnie był mistrzem Węgier w kategorii półśredniej: w 1963, 1964, 1967 i 1968.